# Rhône-et-Loire
Departamentul Rhône-et-Loire (franceză Département Meurthe) a fost unul dintre cele 83 de departamente create în urma Revoluției franceze pe data de 4 martie 1790 din teritoriul a 3 provincii regale: Lyonnais, Beaujolais și Forez. 
Reședința departamentului era orașul Lyon iar acesta era numit după râurile Ron și Loara. Departamentul a fost divizat în 6 districte: Lyon urban și rural, Montbrison, Roanne, Saint-Étienne și Villefranche. 
Existența departamentului a fost foarte scurtă deoarece în 1793, în urma revoltei Lyoneze contra Convenției Naționale, o mișcare contra-revoluționară, s-a decis reducerea influenței orașului Lyon asupra teritoriului învecinat prin sustragerea din cadrul autorității acestuia a districtelor Montbrison, Roanne și Saint-Étienne. Pe data de 19 noiembrie 1793 diviziunea departamentului a fost confirmată de Convenție, fiind formate actualele departamente Rhône și Loire.
În secolele XIX și XX departamentul Rhône a fost în mod succesiv extins, incorporând teritorii din departamentele vecine odată cu creșterea aglomerației Lyoneze. Astfel, actualmente cele două departamente Rhône și Loire sunt mai mari decât vechiul departament Rhône-et-Loire.